# Ковалинка
Ковалинка — село в Кораблинском районе Рязанской области. Административный центр Ковалинского сельского поселения.

## История
В 1850 году на картах Менде указан населённый пункт под названием — Губернаторское.
В «Списках населённых мест Российской империи» за 1859 и 1862 годы деревня упоминается с двойным названием — Михайловка (Ковалинка). В 1859 году в деревне 403 жителя и 44 двора.
По рассказам местных жителей проезжающие по Пронскому большаку экипажи, заезжали в деревню подковать лошадей. Славилась деревня своей кузницей, ковали здесь лошадей так, что летали они словно птицы. Так и стала с тех пор именоваться деревня Ковалинкой. Между тем, согласно историческим данным, изложенным, в частности, на стр. 320 во втором томе "Историко-статистическом описании церквей и монастырей Рязанской епархии", составленный рязанским историком Иоаном Добролюбовым и выпущенным в 1885 году "Ковалинка, Михайловка тоже, получила своё наименование от помещика Михаила Ковалинского, который из малороссийского своего имения выселил в эту деревню несколько своих семей. Следы малороссийского происхождения доселе сохранились в выговоре Ковалинских обитателей" http://elib.shpl.ru/ru/nodes/13439-t-2-1885#page/320/mode/inspect/zoom/4 Архивная копия от 10 августа 2020 на Wayback Machine
Вблизи деревни находится место называемое местными жителями — Барская усадьба. Здесь совсем недавно располагался дом барыни. По рассказам старожилов барыня была весьма добродушной к жителям деревни — всегда протягивала руку помощи, но после событий 1917 года ковалинцы изгнали барыню из деревни. Усадьбу была разворована, устоял лишь фундамент барского дома.
В период коллективизации в Ковалинке образовываются коллективные хозяйства.
В 1954 году из колхозов «Красный дирижабль», «Красный путиловец», «Новый мир», «Новый сдвиг», «Красные бойцы» и «Трудовик» образовывается колхоз «Новая жизнь».
С февраля 1968 по июнь 1979 года председателем колхоза «Новая жизнь» был Александр Семёнович Пожогин.  При нём было произведено переселение жителей близлежащих сел (Фадеевка, Ларгиновка, Гремячка и др.) в центральную усадьбу колхоза с. Ковалинку. Проводилось становление инфраструктуры колхоза, строительство нового жилья. Неоднократно по итогам соревнования среди хозяйств Кораблинского района, колхоз «Новая жизнь» был признан победителем, с присуждением переходящего красного знамени. В 1970 году А. С. Пожогин был награждён Юбилейной медалью «За доблестный труд», а в 1973 году орденом «Знак почёта».
В 1979 году председателем колхоза становится Виктор Иванович Рыжкин. При его председательстве построены новые дома и объекты инфраструктуры для жителей деревни. Также построены молочный комплекс на 400 голов, две мехмастерские, крытый зерноток на 2000 тонн зерна, проложена асфальтированная дорога протяжённостью 3 километра, газифицированы населённые пункты — Ковалинка и Грачёвка.
В 2002 году вместо колхоза образовано общество с ограниченной ответственностью «Новая жизнь».

## Население
| 1859 | 1906 | 2010 |
| ---- | ---- | ---- |
| 403  | ↗581 | ↘385 |

## Инфраструктура

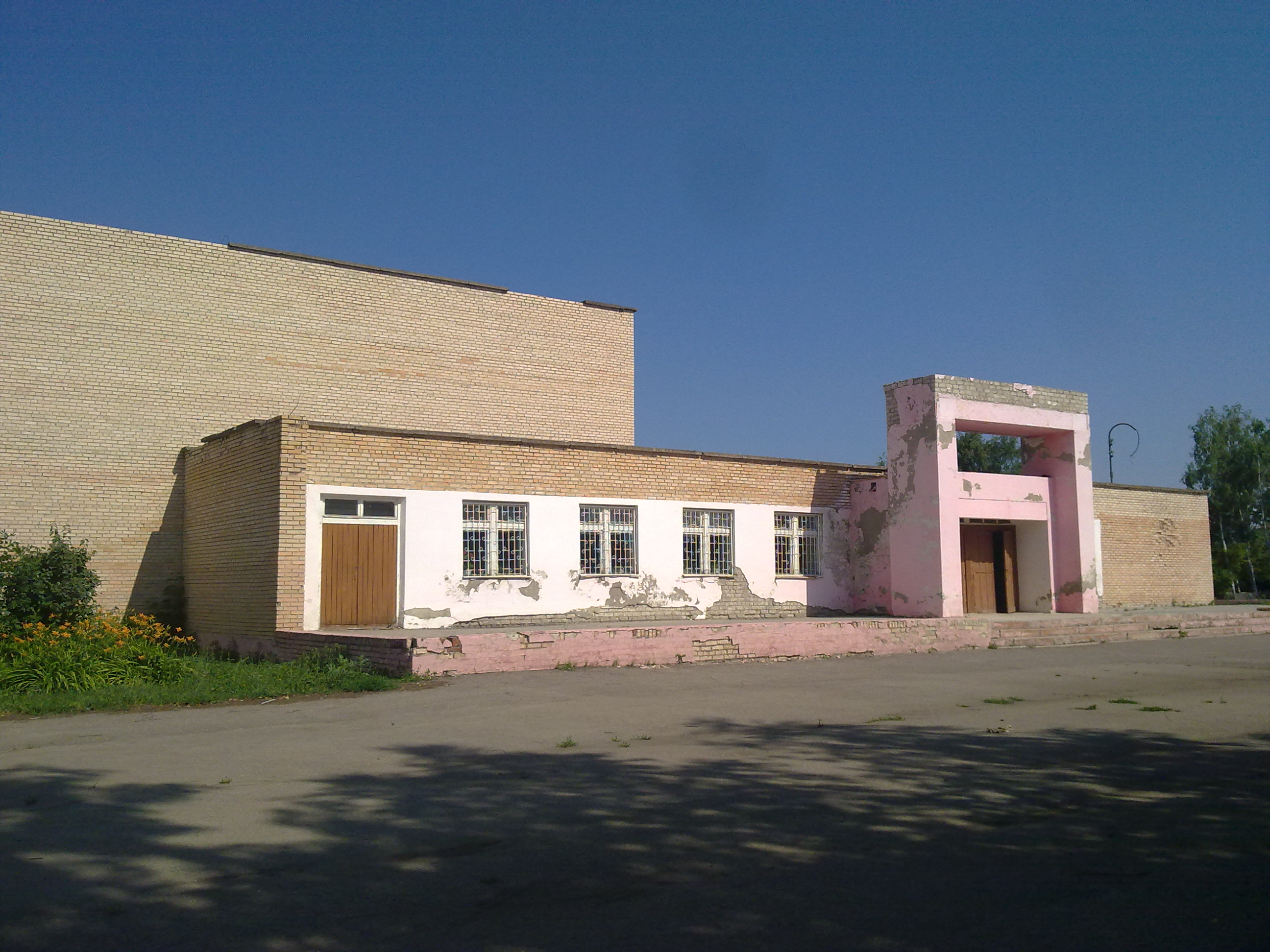
Дом культуры в Ковалинке

В селе действуют Дом Культуры, но здание последнее время в аварийном состоянии и не используется по назначению, рядом находится здание с библиотекой и фельдшерско-акушерским пунктом, сельсоветом, два магазина и почтовое отделение связи.
В сфере образования работают Ковалинская основная общеобразовательная школа и детский сад «Росинка» .